# 무역 센터역
무역 센터 역(일본어: 貿易センター駅, ぼうえきセンターえき 보에키센터에키[*])은 일본 효고현 고베시 주오구에 있는 고베 신교통 포트 아일랜드 선 (포트 라이너)의 역이다. 역 번호는 P02이다.

## 역사
- 1981년 2월 5일: 포트 아일랜드 선 개통과 동시에 영업 개시.
- 1995년
  - 1월 17일: 한신・아와지 대지진에 의한 영업 완전 중단.
  - 7월 31일: 산노미야 ~ 나카코엔 역간 복구에 따라 영업 재개(전 구간 복구).
- 2004년 11월 20일: 21일 고베 공항 방면으로의 연장 공사에 따라 궤도 전환 공사로 영업 전선 종일 정지.
- 2005년 9월 10일:·11일 고베 공항 방면으로의 연장 공사에 따라 궤도 전환 공사로 영업 전선 종일 정지.
- 2006년 2월 2일: 쾌속 운전이 개시되어 쾌속 통과역이 됨.

## 역 구조
국도 제2호선의 바로 위에 만들어진 섬식 승강장 1면 2선의 고가역이다. 분기기, 절대 신호가 없어 정류장으로 분류된다.
역사는 2층이 대합실, 3층이 승강장이다. 개찰 내에는 에스컬레이터가 있다. 도로를 낀 동서 방향으로 육교로 연결된다.

### 승강장
| 1 | 고베 공항 방면・기타후토 방면 |
| 2 | 산노미야 방면                 |

## 역 주변
- 고베 상공 무역 센터 빌딩
- 산보 홀
- 이소 가미 공원
  - 고베 레가타 앤드 헬스 클럽
- 고베 세관
- 옛 국립 생사 검사소
- 옛 고베 시립 생사 검사소
- 신항 무역 회관
- 히가시유엔치 공원
- 고베 시청
- 국도 제174호선
- 고베 지진 부흥 기념 공원(고베 항역 철거지)

## 사진

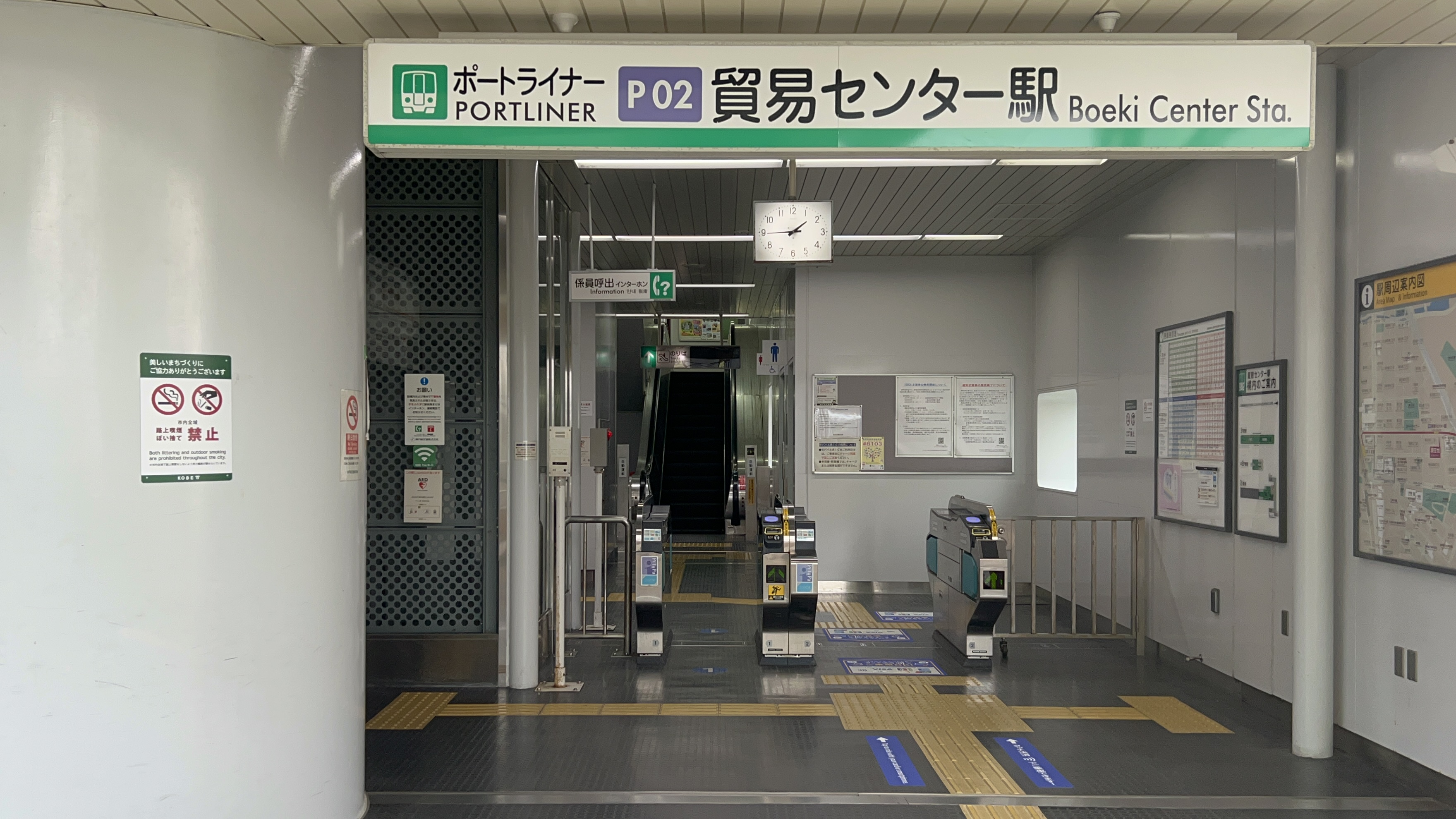
출입구
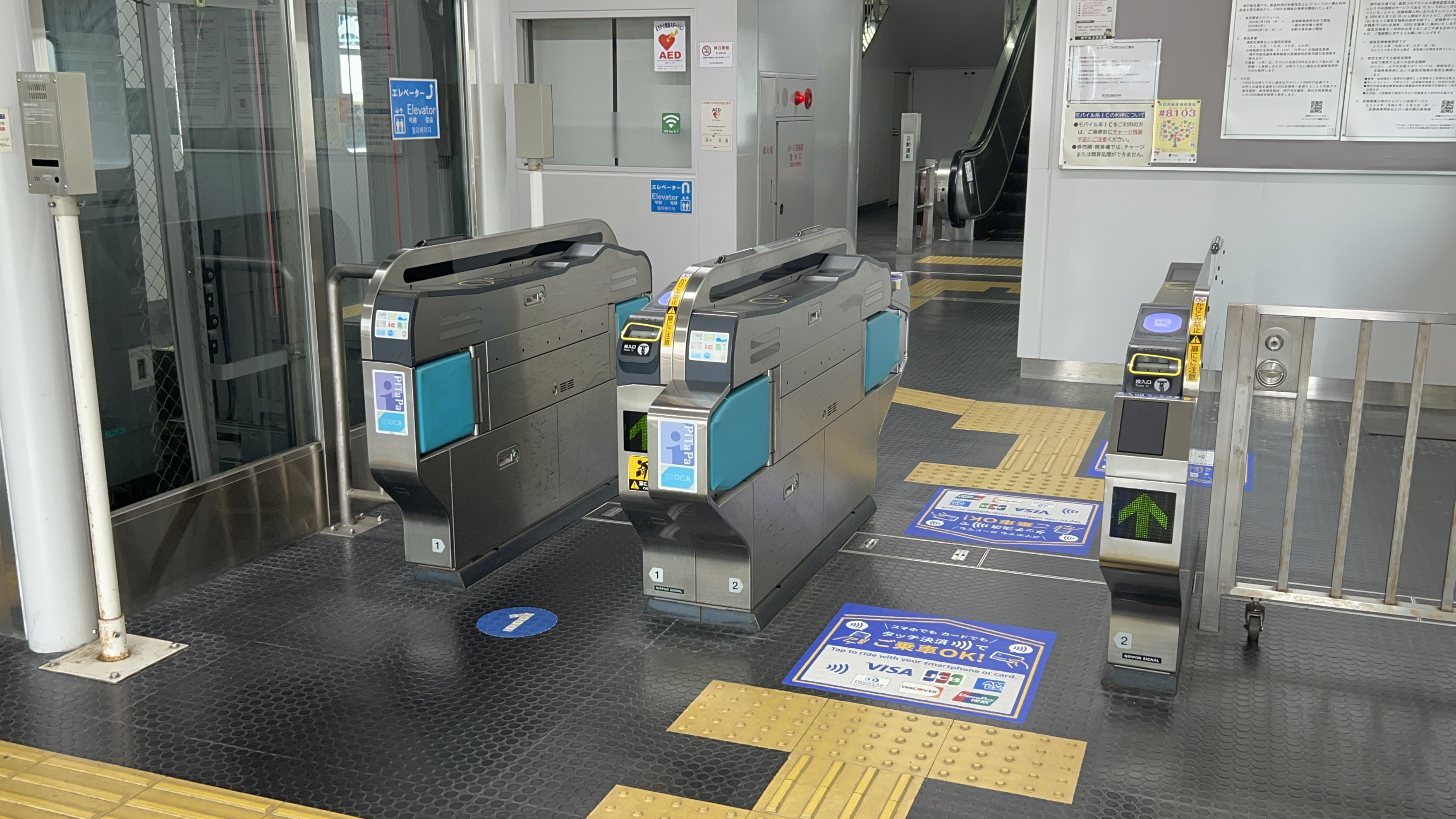
개찰구
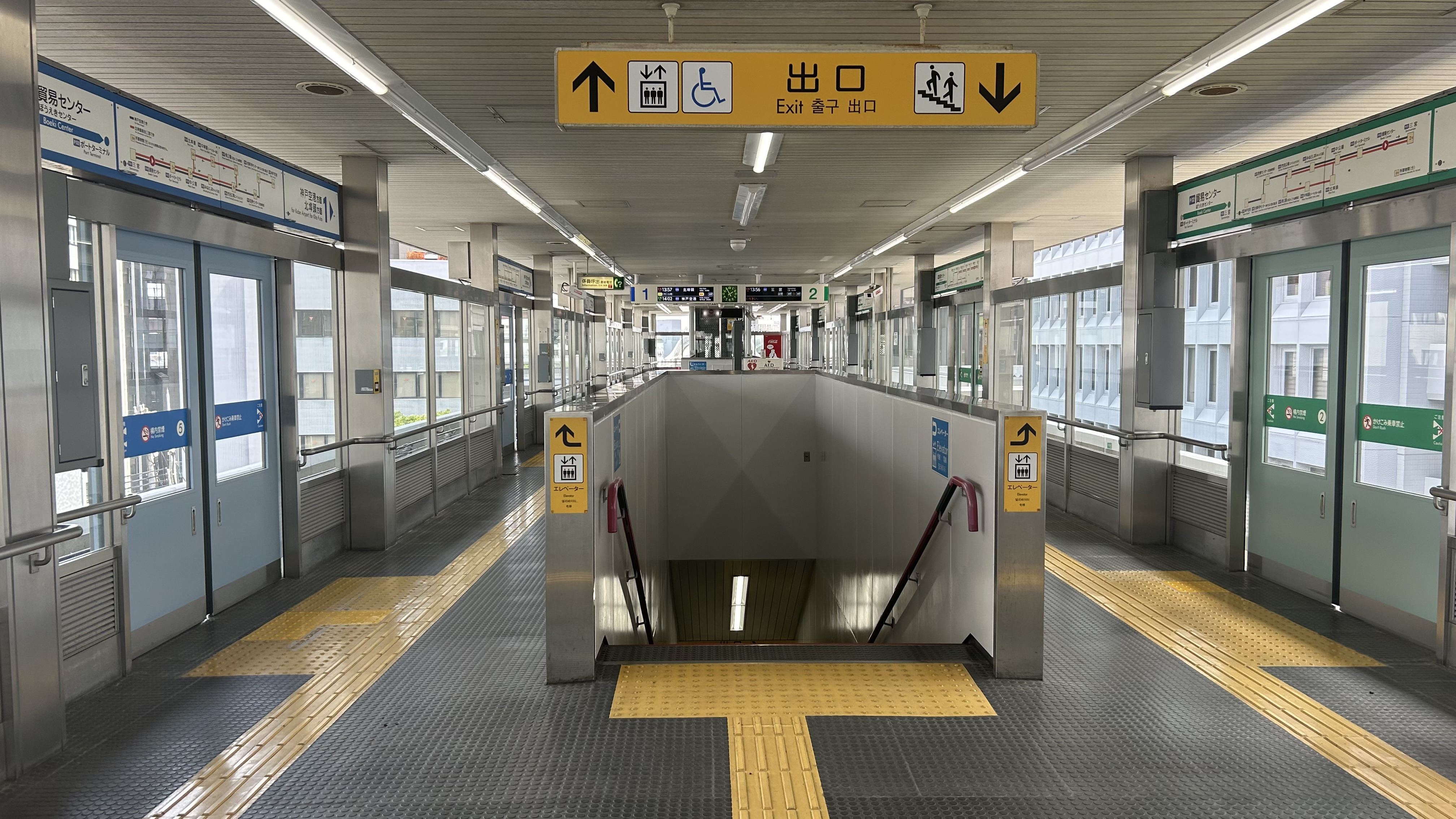
승강장

## 인접역
| 고베 신교통 ■ 포트 아일랜드 선 | 고베 신교통 ■ 포트 아일랜드 선 | 고베 신교통 ■ 포트 아일랜드 선 |
| ------------------------------ | ------------------------------ | ------------------------------ |
| P01 산노미야 산노미야 방면     |                                | 포트 터미널 P03 고베 공항 방면 |